# 中國博客第一案
中國博客第一案（2006），亦稱為「陳堂發訴杭州博客資訊技術有限公司名譽侵權案」，這是中國首例經媒體報導，而廣為公眾所知的，中國人以毀譽起訴博客公司的案例。由於博客（亦稱為部落格）言論的自由，引起的糾紛迅速增加，中國的法律界人士認為，作為首個法庭宣判的博客侵權案，此案的判決將對中國博客的發展影響巨大。

## 事實
陳堂發是南京大學新聞傳播學院副教授。2005年9月的一天， 他在「中國博客」網時發現， 在一個名叫「長套襪」的網頁上載有辱駡他的言詞。博客主人「K007」寫了一篇名為《爛人爛教材》的心情日記， 聲稱明天要考陳堂發的《新聞倫理與法規》，於是決定看書。遍看下來， 腦子裏沒有任何印象，陳堂發果然是個猥瑣人， 從他寫的書可見一斑，最爛的教材。接著，K007還指名道姓地稱他是「爛人」、「簡直就是流氓」。經查，日誌的上網時間為去年6月24日， 已經在網頁上保留了2個多月。為了防止這篇日誌進一步傳播， 陳堂發與中國博客網站進行電話聯繫， 告訴對方網上的這篇日誌侵害了自己的名譽權， 要求立刻刪除。但網站答復說：「該帖不違反發帖規則；要求刪帖必須提供身份證明。
2005年12月，陳堂發將中國博客網站的運營商「杭州博客資訊技術有限公司」告上法庭。原告訴稱，被告網頁上的帖子《爛人爛教材》對原告的人格進行肆意的辱駡和攻擊，構成對原告人格尊嚴與名譽權的嚴重侵害。要求被告停止侵害，賠償精神撫慰金1萬元人民幣。南京市鼓樓區法院依法受理了此案， 陳堂發成了中國狀告博客網站侵權的第一人， 該案因此被媒體稱為「中國博客第一案」。
2006年6月14日，鼓樓區法院正式開庭審理此案。2006年8月2日，鼓樓區法院作出判決，被告杭州博客資訊技術有限公司，在中國博客網首頁向原告刊登致歉聲明並保留10日，賠償原告經濟損失1000元。2006年11月24日， 南京市中級人民法院作出終審判決，維持原判。至此，這起歷時長達一年、備受關注的「中國博客第一案」， 以原告陳堂發勝訴告終。

## 法院判決
1. 《全國人大常委會關於維護互連網安全的決定》第7條規定：「從事互联网業務的單位要依法開展活動，發現互連網上出現違法犯罪行為和有害資訊時，要採取措施，停止傳輸有害資訊，並及時向有關機關報告」。本案中，被告雖然不主動發送資訊、也不改變所傳輸資訊的內容，但仍應承擔監督控制、停止傳輸有害資訊的法定義務。
2. 法院審理認為，「有害資訊」是指網路系統中傳播的對國家、社會或他人合法利益構成威脅或損害的不良資訊，包括危害國家利益、違反社會公序良俗連同損害他人合法權益的資訊。博客是一種新興的網路交流形式，註冊用戶能夠自由確定發表內容，但這種自由並非不受限制，註冊用戶在網路上承擔的法定義務和現實生活中並無區別。在《爛人爛教材》這篇博客日誌中，K007用「猥瑣人」、「流氓」等詞語評價原告，而這些評價在通常人看來，明顯具備侮辱性質，故《爛人爛教材》因存在侮辱原告的內容構成有害資訊。
3. 原告2005年10月24日電話通知被告刪除資訊，能夠認定被告此時已發現有害資訊，其應當在合理的時間內採取措施停止有害的傳播。被告僅僅需要原告提供身份證實，而不採取任何措施，未盡到善良管理人的注意義務，應承擔相應的法律責任。而權利人因名譽受侵犯提出通知或警告時是否應當提交身份證實，現在沒有法律規定。故法院認定被告對其過錯行為造成的損害後果應承擔法律責任。